# Calle Suecia
La Calle Suecia es una calle del centro histórico de la ciudad del Cusco, Perú. Desde 1972 la vía forma parte de la Zona Monumental del Cusco declarada como Monumento Histórico del Perú. Asimismo, en 1983 al ser parte del casco histórico de la ciudad del Cusco, forma parte de la zona central declarada por la UNESCO como Patrimonio Cultural de la Humanidad. y en el 2014, al formar parte de la red vial del Tawantinsuyo volvió a ser declarada como patrimonio de la humanidad.
El nombre actual de la calle es una derivación del nombre coloquial original que era "Calle Sucia". Este nombre fue dado porque en esta calle se ataban los animales de herradura y carga de las personas que llegaban a la ciudad desde las provincias.

#### Libros y publicaciones
- Angles Vargas, Víctor (1983). Historia del Cusco (Cusco Colonial) Tomo II Libro Segundo. Lima: Industrialgráfica S.A.

- Datos: Q112040907
- Multimedia: Calle Suecia (Cusco) / Q112040907